# سیارک ۲۷۸۴
سیارک ۲۷۸۴ (به انگلیسی: 2784 Domeyko، نامگذاری:1975GA) دو هزار و هفتصد و هشتاد و چهارمین سیارک کشف شده‌است که در ۱۵ آوریل ۱۹۷۵ کشف شد.
قدر مطلق سیارک برابر ۱۳٫۴۰ است.